# Zona metropolitana de Tula
La Zona Metropolitana de Tula fue una área metropolitana del Estado de Hidalgo, México. Fue disuelta por el Instituto Nacional de Estadística y Geografía (INEGI) en 2020 por la integración del municipio de Atotonilco de Tula en la Zona metropolitana de Ciudad de México y la creación de la zona conurbada de Atilalaquia a partir de otros dos de los municipios de la antigua zona metropolitana.
Era la tercera conurbación urbana más importante del Estado de Hidalgo. Estaba formada por los municipios de Atitalaquia, Atotonilco de Tula, Tlahuelilpan, Tlaxcoapan y Tula de Allende.